# 籾井城
籾井城（もみいじょう）は、丹波国多紀郡東部（現在の兵庫県丹波篠山市福住）にあった日本の城（山城）。安田城、福住城、福住古城とも呼ばれる。

## 概要
多紀郡籾井荘を支配した国人・籾井氏の居城で、東には京都に向かう京街道、南には摂津に向かう摂津街道があり、それらが交差する要衝に位置した。標高390m、比高140mの山上に立地し、東・西・南方向への展望に優れている。
天正5年（1577年）10月、多紀郡の入口にあたる籾井城は、丹波攻略を狙う織田信長の家臣・明智光秀によって攻められ、同年11月には落城した。
落城時の城主は『丹波志』では籾井春重、『籾井家系譜』では籾井綱重とされる。綱重は籾井城の東に位置する安口（はだかす）城を隠居城として次男・綱正とともにそこに入城しており、籾井城は綱重の嫡男・綱利が守ったが、籾井城落城の際に綱利は自刃したという。また、明智光秀書状によるとこの時光秀が落城させたのは「籾井両城」であり、籾井城と安口城を指すとみられる。